# Explora Centro de Ciencias
El Museo de Explora Centro de Ciencias Explora, es el museo del Estado de Guanajuato, fue creado en noviembre de 1994. Este centro interactivo tiene como objetivo el fomentar la comprensión del mundo desde una perspectiva científica. La iniciativa de esta construcción es propuesta por el Patronato de la Feria Estatal de León.

## Descripción
El Centro de Ciencias, que abrió sus puertas por primera vez en noviembre de 1994, es visitado por unas 190,000 personas cada año, de los cuales alrededor del 43 % son escolares en grupo. 

### Filosofía
El museo persigue desarrollar en la comunidad –principalmente en la niñez y en la juventud— la comprensión del mundo desde una perspectiva científica; la apropiación social de la ciencia y la tecnología como parte de la cultura; la creatividad y el espíritu investigador; y la aplicación innovadora de conocimientos y habilidades mentales.

### Salas
Cuenta con seis salas temáticas con exhibiciones, la mayoría de tipo interactivo. Las salas de Explora Centro de Ciencia

#### Explora Innovando
En esta zona podrás explorar escenarios futuros a partir de la relación que existe entre la ciencia y la ciencia ficción y reconocer la importancia de la imaginación como combustible de la creatividad.
Un lugar para conocer los 17 Objetivos de Desarrollo Sostenible de la ONU así como innovaciones en torno a ellos. Inspírate con ejemplos locales y atrévete a innovar para la vida.

#### Explora Tu Potencial
Es una zona conceptualizada como Academia de Agentes de Cambio donde seremos testigos de la situación social y ambiental de León y de México, confrontando nuestra postura ante ellas.

#### Explora El Lugar Que Habitas
¿Sabías que desde la perspectiva del ADN todos los seres vivos somos esencialmente iguales?
Los humanos compartimos origen con las formas de vida en la Tierra y en esta zona lo vamos a descubrir adentrándonos en un viaje que va de lo particular a lo general, para conocer el interior del cuerpo humano, explorar sus sistemas y descubrir la relación que existe entre nuestra salud y la del planeta. 

#### Explora La Vida
Los seres vivos estamos en constante intercambio con los ciclos de la naturaleza y aún podemos revertir el impacto que tenemos en los ecosistemas.
En esta zona aprenderemos de la sabiduría de los pueblos originarios de México, de los principios que nos llevan a trabajar con la naturaleza y no en su contra, y de la economía circular.

#### Explora En Movimiento
Despierta tu asombro y curiosidad al explorar la energía desde una perspectiva de sustentabilidad, para aprovecharla con responsabilidad y eficiencia.
¡La naturaleza tiene una gran sabiduría!
Nos inspiraremos en ella para aprender a ahorrar energía y encontrar soluciones que contribuyan a enfrentar los retos urbanos y ambientales de nuestro siglo.